# Ronde van Frankrijk 2005
De 92e Ronde van Frankrijk, jaargang 2005, begon op 2 juli 2005 in Fromentine (departement Vendée) en eindigde op 24 juli in Parijs. De route was in totaal 3584 km lang en 189 renners, verdeeld over 21 ploegen, gingen van start.
In totaal waren er eenentwintig etappes. De ronde begon traditioneel met een tijdrit, maar omdat deze langer was dan 10 kilometer, mocht ze geen proloog genoemd worden en telde ze gewoon als eerste etappe, zoals ook al in 2000 het geval was. Er waren vijf bergetappes, waarvan twee in de Alpen en drie in de Pyreneeën. Er waren vier middelzware etappes waarvan twee in de Vogezen, een in de Alpen en een in het centraal Massief. Er werden drie tijdritten verreden: twee individuele tijdritten op de eerste en voorlaatste dag en een ploegentijdrit. De overige etappes waren vrijwel vlakke etappes.
De Texaan Lance Armstrong won deze editie van de Ronde van Frankrijk. In 2012 bleek echter dat hij doping had gebruikt. Hierop besloot de UCI Armstrong als winnaar te schrappen. Tourdirecteur Christian Prudhomme besloot om geen nieuwe winnaar aan te wijzen. Als gevolg van dezelfde dopingzaak werden ook David Zabriskie, George Hincapie en Levi Leipheimer uit de uitslag geschrapt, en als gevolg van een andere dopingzaak gold dat ook voor Jan Ullrich.

## Belgische en Nederlandse prestaties
Er deden in totaal 11 Belgische en 9 Nederlandse renners mee aan deze Ronde van Frankrijk.

### Belgische etappezeges
- Tom Boonen won de 2e etappe van Challans naar Les Essarts en de 3e etappe van La Châtaigneraie naar Tours.

### Nederlandse etappezeges
- Pieter Weening won de 8e etappe van Pforzheim naar Gérardmer.

## Rittabel
| Etappe           | Datum   | Plaats                                    | Afstand  | Type                | Winnaar              | Nationaliteit    | Ploeg                  | Gele Trui       |
| ---------------- | ------- | ----------------------------------------- | -------- | ------------------- | -------------------- | ---------------- | ---------------------- | --------------- |
| 1e               | 2 juli  | Fromentine - Noirmoutier                  | 19 km    | Individuele tijdrit | David Zabriskie      | Verenigde Staten | Team CSC               | David Zabriskie |
| 2e               | 3 juli  | Challans - Les Essarts                    | 181,5 km | Vlakke etappe       | Tom Boonen           | België           | Quick·Step             | David Zabriskie |
| 3e               | 4 juli  | La Châtaigneraie - Tours                  | 212,5 km | Vlakke etappe       | Tom Boonen           | België           | Quick·Step             | David Zabriskie |
| 4e               | 5 juli  | Tours - Blois                             | 67,5 km  | Ploegentijdrit      | Discovery Channel    | Verenigde Staten | Discovery Channel Team | Lance Armstrong |
| 5e               | 6 juli  | Chambord - Montargis                      | 183 km   | Vlakke etappe       | Robbie McEwen        | Australië        | Davitamon - Lotto      | Lance Armstrong |
| 6e               | 7 juli  | Troyes - Nancy                            | 199 km   | Vlakke etappe       | Lorenzo Bernucci     | Italië           | Fassa Bortolo          | Lance Armstrong |
| 7e               | 8 juli  | Lunéville - Karlsruhe                     | 228,5 km | Vlakke etappe       | Robbie McEwen        | Australië        | Davitamon - Lotto      | Lance Armstrong |
| 8e               | 9 juli  | Pforzheim - Gérardmer                     | 231,5 km | Vlakke etappe       | Pieter Weening       | Nederland        | Rabobank               | Lance Armstrong |
| 9e               | 10 juli | Gérardmer - Mulhouse                      | 171 km   | Bergetappe          | Michael Rasmussen    | Denemarken       | Rabobank               | Jens Voigt      |
|                  | 11 juli | Rustdag                                   | Rustdag  | Rustdag             | Rustdag              | Rustdag          | Rustdag                | Rustdag         |
| 10e              | 12 juli | Brignoud - Courchevel                     | 181 km   | Bergetappe          | Alejandro Valverde   | Spanje           | Illes Baléars          | Lance Armstrong |
| 11e              | 13 juli | Courchevel - Briançon                     | 173 km   | Bergetappe          | Aleksandr Vinokoerov | Kazachstan       | T-Mobile Team          | Lance Armstrong |
| 12e              | 14 juli | Briançon - Digne-les-Bains                | 187 km   | Bergetappe          | David Moncoutié      | Frankrijk        | Cofidis                | Lance Armstrong |
| 13e              | 15 juli | Miramas - Montpellier                     | 173,5 km | Vlakke etappe       | Robbie McEwen        | Australië        | Davitamon - Lotto      | Lance Armstrong |
| 14e              | 16 juli | Agde - Ax-3 Domaines                      | 220,5 km | Bergetappe          | Georg Totschnig      | Oostenrijk       | Gerolsteiner           | Lance Armstrong |
| 15e              | 17 juli | Lézat - Saint-Lary-Soulan (Pla d'Adet)    | 205,5 km | Bergetappe          | George Hincapie      | Verenigde Staten | Discovery Channel Team | Lance Armstrong |
|                  | 18 juli | Rustdag                                   | Rustdag  | Rustdag             | Rustdag              | Rustdag          | Rustdag                | Rustdag         |
| 16e              | 19 juli | Mourenx - Pau                             | 180,5 km | Bergetappe          | Óscar Pereiro        | Spanje           | Illes Baléars          | Lance Armstrong |
| 17e              | 20 juli | Pau - Revel                               | 239,5 km | Vlakke etappe       | Paolo Savoldelli     | Italië           | Discovery Channel Team | Lance Armstrong |
| 18e              | 21 juli | Albi - Aérodrome de Mende-Brenoux         | 189 km   | Vlakke etappe       | Marcos Serrano       | Spanje           | Liberty Seguros        | Lance Armstrong |
| 19e              | 22 juli | Issoire - Le Puy-en-Velay                 | 153,5 km | Vlakke etappe       | Giuseppe Guerini     | Italië           | T-Mobile Team          | Lance Armstrong |
| 20e              | 23 juli | Saint-Étienne - Saint-Étienne             | 55,5 km  | Individuele tijdrit | Lance Armstrong      | Verenigde Staten | Discovery Channel Team | Lance Armstrong |
| 21e              | 24 juli | Corbeil-Essonnes - Parijs: Champs-Elysées | 144 km   | Vlakke etappe       | Aleksandr Vinokoerov | Kazachstan       | T-Mobile Team          | Lance Armstrong |
| Totaal 3656,1 km |         |                                           |          |                     |                      |                  |                        |                 |

## Etappes

### Eerste etappe
Lance Armstrong deelt een gevoelige klap uit aan zijn concurrenten door ze allemaal op ruim vijftig seconden te rijden. De klap komt voor Jan Ullrich, die de dag ervoor nog door de ruit van zijn ploegleiderswagen was gereden, het hardst aan: Ullrich wordt door Armstrong voorbijgereden en verliest meer dan een minuut. Armstrong komt wel twee seconden tekort voor de etappezege. Die is voor zijn landgenoot, specialist David Zabriskie.
| Rituitslag Fromentine - Noirmoutier-en-l'Île (19 km tijdrit) |                      |        |
| Plaats                                                       | Naam                 | Tijd   |
| Winnaar                                                      | David Zabriskie      | 20'51" |
| 2                                                            | Lance Armstrong      | +02"   |
| 3                                                            | Aleksandr Vinokoerov | +53"   |
|                                                              |                      |        |
| 19                                                           | Marc Wauters         | +1'24" |
| 43                                                           | Servais Knaven       | +1'50" |

| Algemeen Klassement |                      |        |
| Plaats              | Naam                 | Tijd   |
| Gele trui           | David Zabriskie      | 20'51" |
| 2                   | Lance Armstrong      | +02"   |
| 3                   | Aleksandr Vinokoerov | +53"   |
|                     |                      |        |
| 19                  | Marc Wauters         | +1'24" |
| 43                  | Servais Knaven       | +1'50" |

### Tweede etappe
Vier renners (Bodrogi, Calzati, Cañada en Voeckler) rijden al vroeg weg en krijgen een maximale voorsprong van ongeveer vier minuten. Na de klim van de vierde categorie worden zij teruggepakt en eindigt de etappe in een massasprint. Robbie McEwen komt vroeg op kop, maar valt later stil en wordt voorbijgereden door Tom Boonen, die met ruime voorsprong op Thor Hushovd wint.
| Rituitslag Challans - Les Essarts (181,5 km) |               |            |
| Plaats                                       | Naam          | Tijd       |
| Winnaar                                      | Tom Boonen    | 3u 51' 31" |
| 2                                            | Thor Hushovd  | z.t.       |
| 3                                            | Robbie McEwen | z.t.       |
|                                              |               |            |
| 33                                           | Gerben Löwik  | z.t.       |

| Algemeen Klassement |                 |             |
| Plaats              | Naam            | Tijd        |
| Gele trui           | David Zabriskie | 4u 12' 27"" |
| 2                   | Lance Armstrong | +02"        |
| 3                   | László Bodrogi  | +47"        |
|                     |                 |             |
| 20                  | Marc Wauters    | +1'25"      |
| 43                  | Servais Knaven  | +1'50"      |

### Derde etappe
In de redelijk lange etappe naar Tours rijden geruime tijd drie renners op kop: Erik Dekker, Nicolas Portal en Rubens Bertogliati krijgen maximaal 6 minuten. Door de klimmetjes van de vierde categorie is Erik Dekker in staat de bolletjestrui over te nemen. De drie worden vlak voor de streep ingehaald door het berekenende peloton, dat de voorsprong nooit ver heeft laten oplopen. In de massasprint is Tom Boonen opnieuw veruit het sterkst. Robbie McEwen wijkt tijdens de sprint van zijn lijn en wordt door de jury wegens het hinderen van Stuart O'Grady teruggeplaatst naar de 186ste plaats.
| Rituitslag La Châtaigneraie - Tours (212,5 km) |                |            |
| Plaats                                         | Naam           | Tijd       |
| Winnaar                                        | Tom Boonen     | 4u 36' 09" |
| 2                                              | Peter Wrolich  | z.t.       |
| 3                                              | Stuart O'Grady | z.t.       |
|                                                |                |            |
| 22                                             | Joost Posthuma | z.t.       |

| Algemeen Klassement |                 |            |
| Plaats              | Naam            | Tijd       |
| Gele trui           | David Zabriskie | 8u 48' 31" |
| 2                   | Lance Armstrong | +2"        |
| 3                   | László Bodrogi  | +47"       |
|                     |                 |            |
| 13                  | Tom Boonen      | +1' 09"    |
| 43                  | Servais Knaven  | +1' 50"    |

### Vierde etappe
Nadat Team CSC bij de doorkomsten steeds een lichte, maar afnemende, voorsprong heeft op Discovery Channel lijkt het er om te gaan spannen welk team zal winnen en daarmee of David Zabriskie zijn gele trui zal behouden, of dat Lance Armstrong hem zal overnemen. Een anticlimax komt anderhalve kilometer voor de finish, als Zabriskie valt, waardoor Discovery Channel de rit wint (in een recordtijd) en Armstrong de gele trui pakt.
N.B. De tijden tussen haakjes zijn de nettotijden die de ploegen als achterstand aangerekend kregen.
| Rituitslag Tours - Blois (67,5 km ploegentijdrit) |                                    |                 |
| Plaats                                            | Ploeg                              | Tijd            |
| 1                                                 | Discovery Channel Pro Cycling Team | 1u 10' 39"      |
| 2                                                 | Team CSC                           | +2"             |
| 3                                                 | T-Mobile Team                      | +34" (+30")     |
|                                                   |                                    |                 |
| 11                                                | Davitamon - Lotto                  | +2'32" (+1'50") |
| 12                                                | Rabobank                           | +2'48" (+2'00") |

| Algemeen Klassement |                 |           |
| Plaats              | Naam            | Tijd      |
| Gele trui           | Lance Armstrong | 9u 59'12" |
| 2                   | George Hincapie | +0'55"    |
| 3                   | Jens Voigt      | +1'04"    |
|                     |                 |           |
| 47                  | Marc Wauters    | +3'13"    |
| 73                  | Erik Dekker     | +4'05"    |

### Vijfde etappe
Na een onrustig begin is het uiteindelijk Juan Antonio Flecha die weg weet te komen. Na enige tijd solo te hebben gereden krijgt hij gezelschap van drie achtervolgers (Bodrogi, Carlström en Commesso), maar zij kunnen niet opboksen tegen de sprintersploegen: 11 kilometer voor de finish wordt het viertal ingelopen en stevent het peloton op een derde massasprint af. Tom Boonen lijkt opnieuw de snelste, maar Robbie McEwen komt in de slotmeters langszij en boekt zijn eerste etappezege in deze Tour.
| Rituitslag Chambord - Montargis (183 km) |               |            |
| Plaats                                   | Naam          | Tijd       |
| Winnaar                                  | Robbie McEwen | 4u 46' 00" |
| 2                                        | Tom Boonen    | z.t.       |
| 3                                        | Thor Hushovd  | z.t.       |
|                                          |               |            |
| 24                                       | Gerben Löwik  | z.t.       |

| Algemeen Klassement |                 |            |
| Plaats              | Naam            | Tijd       |
| Gele trui           | Lance Armstrong | 13u 45'12" |
| 2                   | George Hincapie | +0'55"     |
| 3                   | Jens Voigt      | +1'04"     |
|                     |                 |            |
| 41                  | Tom Boonen      | +3'09"     |
| 73                  | Erik Dekker     | +4'05"     |

### Zesde etappe
Na wederom een onrustig begin springt na 20 km de Fransman Christophe Mengin weg. Uiteindelijk komen er nog vier man bij: Karsten Kroon, Jaan Kirsipuu, Stéphane Augé en Mauro Gerosa en zij vormen de kopgroep van 5 man. Onderweg zijn de bergpunten voor Kroon en Auge. Na drie beklimmingen staan ze beiden op zeven punten. In het peloton wordt ondertussen hard gereden; alle renners zitten op één lint. Bij de vierde beklimming is het opletten op Kroon en Auge, maar Gerosa, Mengin en Kirsipuu springen weg terwijl Kroon en Auge naar elkaar blijven kijken. Gerosa en Kirsipuu moeten lossen en zo blijft Mengin alleen over.
Het peloton haalt Gerosa, Kroon, Auge en Kirsipuu binnen, maar Mengin rijdt nog een behoorlijk stuk alleen.
In de laatste bocht vlak na de vlag van de laatste kilometer valt Mengin. Aleksandr Vinokoerov en Lorenzo Bernucci, die uit het peloton weggesprongen zijn, kunnen de val ontwijken maar de eerste renners in het peloton glijden ook onderuit. Bernucci wint de etappe vóór Vinokoerov.
| Rituitslag Troyes - Nancy (199 km) |                      |            |
| Plaats                             | Naam                 | Tijd       |
| Winnaar                            | Lorenzo Bernucci     | 4u 12' 52" |
| 2                                  | Aleksandr Vinokoerov | z.t.       |
| 3                                  | Robert Förster       | +07"       |
|                                    |                      |            |
| 17                                 | Pieter Weening       | +07"       |
| 35                                 | onbekend             | +07"       |

| Algemeen Klassement |                      |            |
| Plaats              | Naam                 | Tijd       |
| Gele trui           | Lance Armstrong      | 13u 45'12" |
| 2                   | George Hincapie      | +0'55"     |
| 3                   | Aleksandr Vinokoerov | +1'02"     |
|                     |                      |            |
| 37                  | Tom Boonen           | +3'09"     |
| 63                  | Erik Dekker          | +4'05"     |

### Zevende etappe
Ook in deze etappe proberen diverse renners weg te rijden. Uiteindelijk rijdt Fabian Wegmann samen met Robbie McEwen op 2 minuten voorsprong. McEwen ziet al snel dat de finish in Karlsruhe nog te ver is en laat zich terugzakken. Wegmann pakt ruim 8 minuten en en passant de bergtrui, maar ziet de voorsprong in de laatste 60 km snel teruglopen en wordt ongeveer 20 km voor de finish teruggepakt. Tom Boonen heeft in de tussensprints al veel energie verbruikt om de groene trui tegenover Thor Hushovd veilig te stellen, en ziet McEwen als eerste over de finish komen in de massasprint, voor Bäckstedt en Eisel.
| Rituitslag Lunéville - Karlsruhe (228,5 km) |                  |            |
| Plaats                                      | Naam             | Tijd       |
| Winnaar                                     | Robbie McEwen    | 5u 03' 45" |
| 2                                           | Magnus Bäckstedt | z.t.       |
| 3                                           | Bernhard Eisel   | z.t.       |
|                                             |                  |            |
| 7                                           | Tom Boonen       | z.t.       |
| 20                                          | Gerben Löwik     | z.t.       |

| Algemeen Klassement |                      |            |
| Plaats              | Naam                 | Tijd       |
| Gele trui           | Lance Armstrong      | 13u 45'12" |
| 2                   | George Hincapie      | +0'55"     |
| 3                   | Aleksandr Vinokoerov | +1'02"     |
|                     |                      |            |
| 31                  | Tom Boonen           | +3'01"     |
| 63                  | Erik Dekker          | +4'05"     |

### Achtste etappe
In de op een na langste etappe is het vanaf het begin onrustig. Verscheidene renners proberen weg te rijden om punten te pakken op de eerste beklimmingen van de derde categorie. Verrassend genoeg rijden ook renners weg die gevaarlijk dichtbij in het klassement staan. Uiteindelijk rijdt Michael Rasmussen van Rabobank weg en krijgt een viertal achter zich aan: Andrej Kasjetsjkin, Jens Voigt, George Hincapie en Sandy Casar. Aangezien Hincapie en Voigt rijden voor respectievelijk Discovery en CSC, moet de ploeg van Jan Ullrich (T-Mobile) proberen de renners terug te halen of in ieder geval de schade beperkt te houden. Rasmussen komt op alle vier de beklimmingen als eerste boven en laat zich in het jagende peloton terugzakken. Ook de andere renners staken hun vluchtpoging. Aan de achterkant van het peloton laten tijdens de jacht op de koplopers diverse renners los (waaronder Tom Boonen), sommigen stappen zelfs af (zoals Léon van Bon).
In het vlakke tussenstuk in deze etappe wordt er vooral om de tussensprints gekoerst, en rijden uiteindelijk zeven renners op kop als de laatste beklimming (tweede categorie) in zicht komt. Pieter Weening valt in de kopgroep op het eerste steile stuk direct aan en rijdt weg van de andere koplopers. Het peloton komt snel dichterbij, maar Weening weet zich gesteund door Andreas Klöden (nummer twee van de Ronde van Frankrijk vorig jaar), hoewel deze op de top nog de punten voor de neus van Weening wegkaapt. Samen rijden zij naar de finish, het peloton soms op niet meer dan 15 seconden achter zich houdend. In de sprint klopt Tourdebutant Weening de Duitser met 9,6 mm.
| Rituitslag Pforzheim - Gérardmer (231,5 km) |                    |            |
| Plaats                                      | Naam               | Tijd       |
| Winnaar                                     | Pieter Weening     | 5u 03' 54" |
| 2                                           | Andreas Klöden     | z.t.       |
| 3                                           | Alejandro Valverde | +27"       |
|                                             |                    |            |
| 54                                          | Axel Merckx        | +1'25"     |

| Algemeen Klassement |                      |            |
| Plaats              | Naam                 | Tijd       |
| Gele trui           | Lance Armstrong      | 28u 06'17" |
| 2                   | Jens Voigt           | +1'00"     |
| 3                   | Aleksandr Vinokoerov | +1'02"     |
|                     |                      |            |
| 41                  | Pieter Weening       | +4'38"     |
| 63                  | Axel Merckx          | +6'23"     |

### Negende etappe

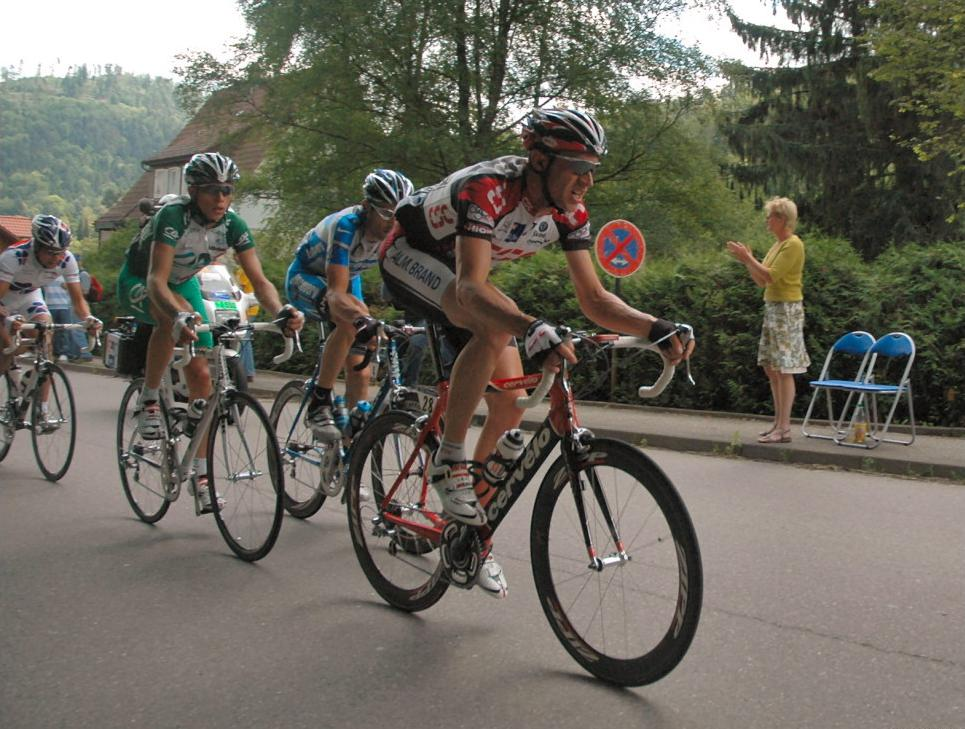
Voigt leidt de achtervolgers.

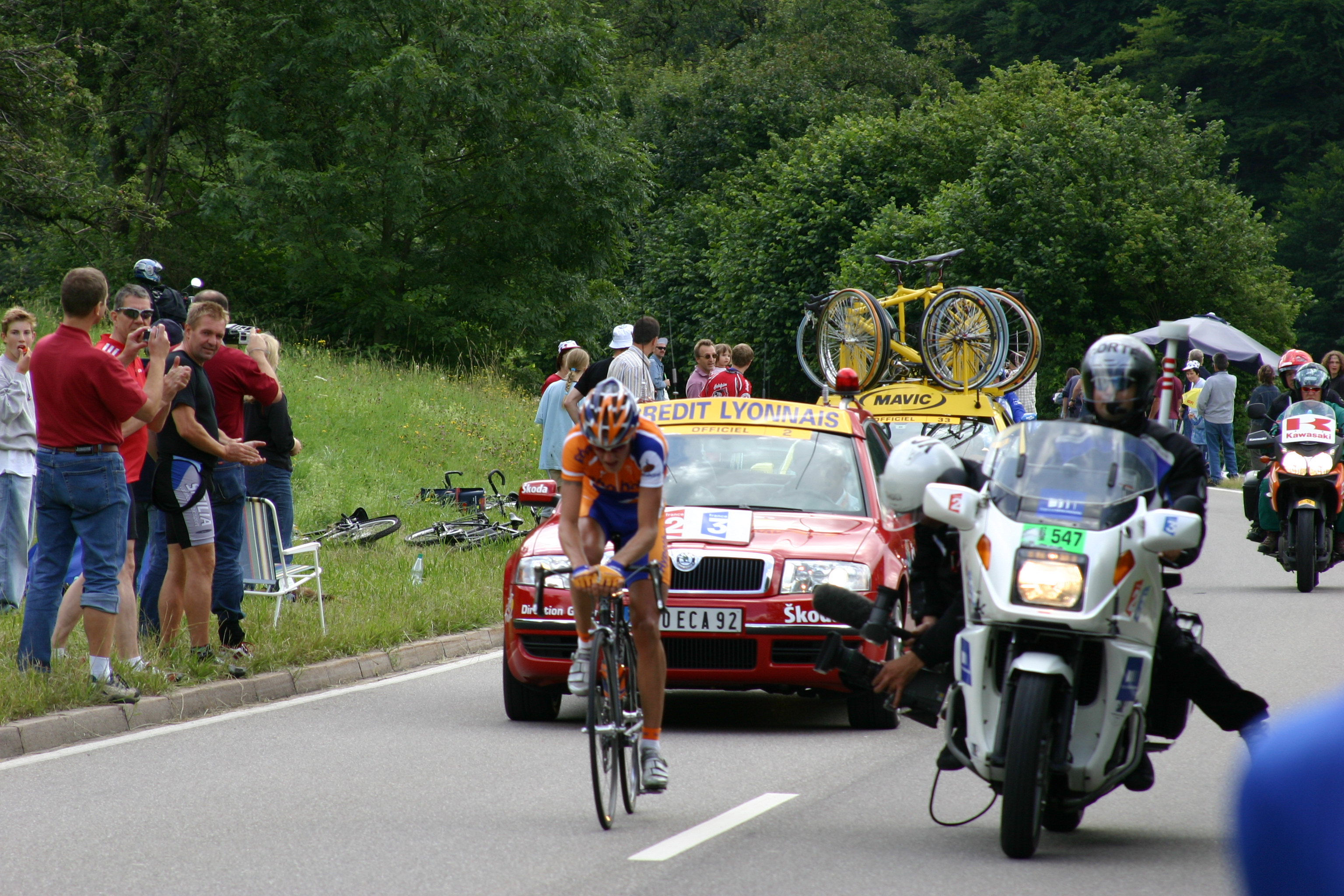
Rasmussen rijdt alleen aan de leiding.

Tijdens de eerste beklimming springt Michael Rasmussen weg om zijn bolletjestrui te versterken. Hij krijgt later versterking van Dario Cioni, erachter vormt zich een groepje van zes renners, waaronder Jens Voigt en Christophe Moreau. Het peloton onder leiding van Discovery Channel van Lance Armstrong wacht vervolgens op de gevallen Jan Ullrich. Hierdoor krijgen de koplopers voldoende de gelegenheid hun voorsprong uit te bouwen en rijdt Voigt virtueel in het geel. In de beklimmingen die hierna volgen is steeds Rasmussen als eerste boven, gevolgd door het groepje van Voigt en Moreau. Later blijft alleen Rasmussen aan kop over, met daarachter Voigt en Moreau die ook hun medevluchters gelost hebben op de laatste beklimming van de eerste categorie. Rasmussen weet in zijn eentje de voorsprong op het tweetal te behouden, Voigt en Moreau finishen op drie minuten achterstand, met genoeg voorsprong om Voigt het geel te laten veroveren.
| Rituitslag Gérardmer - Mulhouse (171 km) |                   |            |
| Plaats                                   | Naam              | Tijd       |
| Winnaar                                  | Michael Rasmussen | 4u 08' 20" |
| 2                                        | Christophe Moreau | +3'04"     |
| 3                                        | Jens Voigt        | +3'04"     |
|                                          |                   |            |
| 14                                       | Christophe Brandt | +6'04"     |
| 62                                       | Michael Boogerd   | +6'04"     |

| Algemeen Klassement |                   |            |
| Plaats              | Naam              | Tijd       |
| Gele trui           | Jens Voigt        | 32u 18'23" |
| 2                   | Christophe Moreau | +1'50"     |
| 3                   | Lance Armstrong   | +2'18"     |
|                     |                   |            |
| 40                  | Pieter Weening    | +6'56"     |
| 61                  | Axel Merckx       | +8'41"     |

### Tiende etappe
Wegens protesten van Franse boeren in de buurt van startplaats Grenoble wordt de etappe met 11,5 kilometer ingekort.
De Rus Evgeni Petrov mag niet starten omdat bij hem een te hoog hematocrietgehalte is vastgesteld.
Een vroege vlucht van zeven relatief onbelangrijke renners, met onder meer Joost Posthuma en Laurent Brochard, krijgt al snel een voorsprong van ruim tien minuten. In de klim naar de Cormet de Roselend valt de kopgroep uit elkaar en demarreren uit het uitgedunde peloton ook nog de erkende klimmers Jörg Jaksche en Óscar Pereiro, maar na de afdaling smelten de oorspronkelijke kopgroep en de twee achtervolgers samen tot een negental. De twee nieuwkomers overleven in de slotklim naar Courchevel nog het langst, maar uiteindelijk worden ook eerst Pereiro en ten slotte Jaksche ingelopen door de groep favorieten. Hier zijn het Lance Armstrong en zijn Discovery Channel-ploeg die het tempo aanvoeren en andere favorieten stuk voor stuk achterlaten: Mayo, Heras, Vinokourov, Ullrich, Klöden, Leipheimer en ten slotte ook Basso. Slechts drie man kunnen "The Boss" volgen: de bolletjestrui Michael Rasmussen en de ploegmaats Francisco Mancebo en Alejandro Valverde. Die laatste laat zien niet alleen op papier de snelste sprinter te zijn en verslaat Armstrong, die wel weer de gele trui mag aantrekken.
| Rituitslag Grenoble - Courchevel (192,5 km) |                    |           |
| Plaats                                      | Naam               | Tijd      |
| Winnaar                                     | Alejandro Valverde | 4u 50'35" |
| 2                                           | Lance Armstrong    | z.t.      |
| 3                                           | Michael Rasmussen  | +0'09"    |
|                                             |                    |           |
| 14                                          | onbekend           | +8'07"    |
| 55                                          | onbekend           | +12'30"   |

| Algemeen Klassement |                   |            |
| Plaats              | Naam              | Tijd       |
| Gele trui           | Lance Armstrong   | 37u 11'04" |
| 2                   | Michael Rasmussen | +0'38"     |
| 3                   | Ivan Basso        | +2'40"     |
|                     |                   |            |
| 41                  | Axel Merckx       | +14'42"    |
| 48                  | Michael Boogerd   | +17'55"    |

### Elfde etappe
Thor Hushovd en Samuel Dumoulin zijn de vroege vluchters van de dag, maar al tijdens de beklimming van de Col de la Madeleine worden zij ingehaald door een groep met Horner, Mancebo, Heras, Sevilla, Martinez, Pereiro, Botero en Vinokoerov. Uiteindelijk overleven alleen de laatste vier daarvan de klim. Tijdens de volgende twee beklimmingen, de elkaar snel opvolgende Col du Télégraphe en de Col du Galibier, moet eerst Martinez en vervolgens Pereiro eraf. Vinokourov begint met een kleine voorsprong op Botero aan de afdaling van de finish, die komt vervolgens wel nog bij, maar Vino is de snelste in de sprint. Alle andere favorieten volgen op iets meer dan een minuut.
| Rituitslag Courchevel - Briançon (173 km) |                      |           |
| Plaats                                    | Naam                 | Tijd      |
| Winnaar                                   | Aleksandr Vinokoerov | 4u 47'38" |
| 2                                         | Santiago Botero      | +01"      |
| 3                                         | Christophe Moreau    | +1'15"    |
|                                           |                      |           |
| 36                                        | Michael Boogerd      | +10'27"   |
| 56                                        | Philippe Gilbert     | +31'15"   |

| Algemeen Klassement |                   |            |
| Plaats              | Naam              | Tijd       |
| Gele trui           | Lance Armstrong   | 41u 59'57" |
| 2                   | Michael Rasmussen | +0'38"     |
| 3                   | Christophe Moreau | +2'34"     |
|                     |                   |            |
| 36                  | Michael Boogerd   | +27'17"    |
| 45                  | Axel Merckx       | +44'42"    |

### Twaalfde etappe
Zonder groene trui, Tom Boonen heeft moeten opgeven met een knieblessure, begint het peloton aan een etappe door het middengebergte. Na een onrustig begin neemt een groep van dertien man, die geen van allen een gevaar vormen voor de gele trui een voorsprong. Ook de sprinters Thor Hushovd en Stuart O'Grady zitten daarbij, waardoor de ploeg van Robbie McEwen nog enige tijd probeert de groep terug te pakken, maar dat lukt niet. Op een kleine 40 kilometer springt David Moncoutié weg van zijn medevluchters, die hun groep op de colletjes in tweeën zien splitsen, neemt een halve minuut voorsprong en bezorgt de Fransen op hun nationale feestdag zo hun eerste zege in deze Tour.
| Rituitslag Briançon - Digne-les-Bains (187 km) |                 |           |
| Plaats                                         | Naam            | Tijd      |
| Winnaar                                        | David Moncoutié | 4u 20'06" |
| 2                                              | Sandy Casar     | +0'57"    |
| 3                                              | Ángel Vicioso   | z.t.      |
|                                                |                 |           |
| 7                                              | Axel Merckx     | z.t.      |
| 53                                             | Erik Dekker     | +10'33"   |

| Algemeen Klassement |                   |            |
| Plaats              | Naam              | Tijd       |
| Gele trui           | Lance Armstrong   | 46u 30'36" |
| 2                   | Michael Rasmussen | +0'38"     |
| 3                   | Christophe Moreau | +2'34"     |
|                     |                   |            |
| 36                  | Michael Boogerd   | +27'17"    |
| 41                  | Axel Merckx       | +35'06"    |

### Dertiende etappe
In de overgangsrit van de Alpen naar de Pyreneeën rijden vroeg vijf renners weg en krijgen een voorsprong van ruim 9 minuten: Voeckler, Da Cruz, Turpin, Flecha en Horner. Het peloton, onder leiding van de Davitamon - Lotto-ploeg, begint echter op tijd aan de jacht op de koplopers. In de finale rijden uiteindelijk nog twee renners vlak voor het peloton, Chavanel en de uit de kopgroep overgebleven Horner, maar ook zij worden door het aanstormende peloton vlak voor de streep ingehaald. Robbie McEwen wint overtuigend, vlak voor Stuart O'Grady en Fred Rodriguez. Alejandro Valverde, drager van de witte trui en vijfde in het klassement, haalt die streep niet: hij moet met een knieblessure opgeven.
| Rituitslag Miramas - Montpellier (173,5 km) |                  |           |
| Plaats                                      | Naam             | Tijd      |
| Winnaar                                     | Robbie McEwen    | 3u 43'14" |
| 2                                           | Stuart O'Grady   | z.t.      |
| 3                                           | Fred Rodriguez   | z.t.      |
|                                             |                  |           |
| 21                                          | Philippe Gilbert | z.t.      |
| 46                                          | Erik Dekker      | z.t.      |

| Algemeen Klassement |                   |            |
| Plaats              | Naam              | Tijd       |
| Gele trui           | Lance Armstrong   | 50u 13'50" |
| 2                   | Michael Rasmussen | +0'38"     |
| 3                   | Christophe Moreau | +2'34"     |
|                     |                   |            |
| 35                  | Michael Boogerd   | +27'17"    |
| 40                  | Axel Merckx       | +35'06"    |

### Veertiende etappe

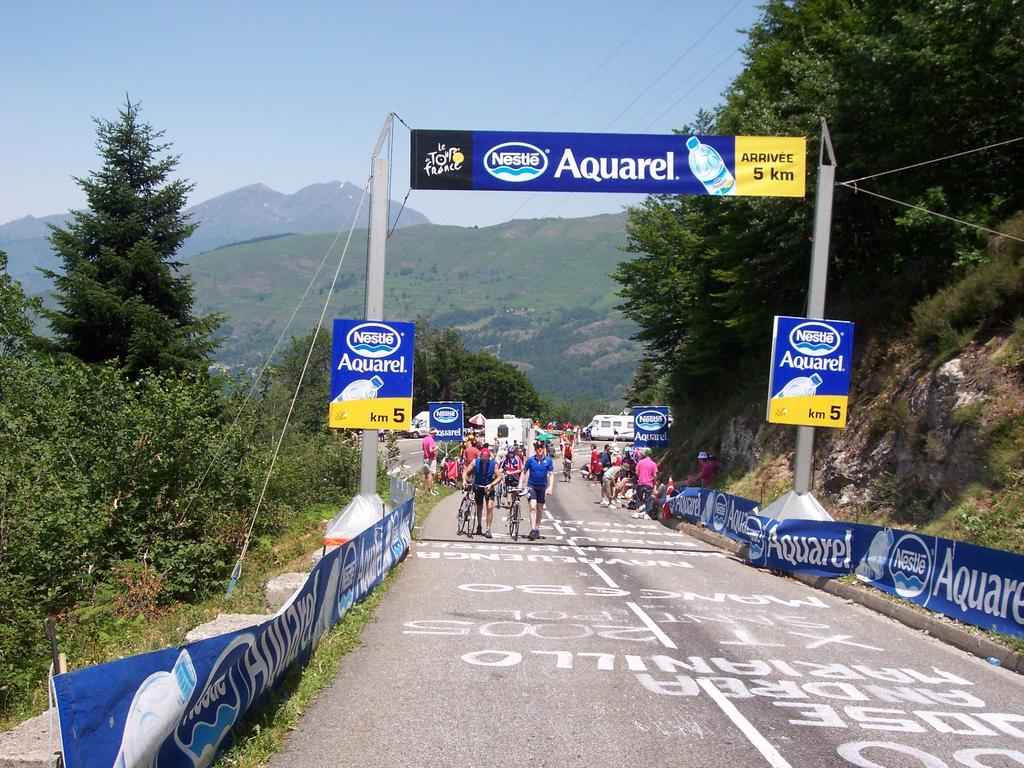
Toeschouwers op de slotklim Ax-3 Domaines

In de vlakke aanloop naar twee zware Pyreneeëncols neemt een groep van tien man, met onder meer Gilbert, Moos, Stefano Garzelli en Totschnig, een ruime voorsprong op het peloton. Dat wacht de beklimming van de Port de Pailhères af, maar dan barst het ook gelijk los: het T-Mobile Team valt de gele trui van Lance Armstrong aan, die geïsoleerd komt te zitten en het moeilijk lijkt te hebben. Dat is echter schijn: Armstrong blijkt opnieuw zeer sterk en slechts enkelen kunnen hem volgen. In de afdaling kunnen diverse renners opnieuw aansluiten, maar in de slotklim naar Ax-3 Domaines moeten de meesten er opnieuw af, kort voor de finish zelfs Jan Ullrich. Alleen Ivan Basso kan de Amerikaan volgen, die zo zijn leidende positie in het klassement verstevigt. Voor de dagzege is hij echter te laat, die is voor de Oostenrijker Georg Totschnig, de enig overgebleven renner uit de oorspronkelijke kopgroep.
| Rituitslag Agde - Ax-3 Domaines (220,5 km) |                  |           |
| Plaats                                     | Naam             | Tijd      |
| Winnaar                                    | Georg Totschnig  | 5u 43'43" |
| 2                                          | Lance Armstrong  | +0'56"    |
| 3                                          | Ivan Basso       | +0'58"    |
|                                            |                  |           |
| 21                                         | Michael Boogerd  | +6'21"    |
| 46                                         | Philippe Gilbert | +10'52"   |

| Algemeen Klassement |                   |            |
| Plaats              | Naam              | Tijd       |
| Gele trui           | Lance Armstrong   | 55u 58'17" |
| 2                   | Michael Rasmussen | +1'41"     |
| 3                   | Ivan Basso        | +2'46"     |
|                     |                   |            |
| 29                  | Michael Boogerd   | +32'54"    |
| 40                  | Axel Merckx       | +53'15"    |

### Vijftiende etappe
Een groep van veertien man, met drie Nederlanders (Boogerd, Dekker en Kroon), maar geen Belgen en geen grote klassementsrenners krijgt van het peloton een vrijgeleide in de koninginnenrit. Terwijl de groep langzaam afbrokkelt, beginnen zes renners met ruime voorsprong aan de laatste klim: Boogerd, Pereiro, Hincapie, Caucchioli, Sevilla en Brochard. Boogerd probeert aan te vallen, maar kan niet wegkomen, iets wat Pereiro vervolgens wel lukt. Jammer voor hem krijgt hij George Hincapie mee, die als beschermer van de gele trui van Lance Armstrong bijna geen kopwerk heeft hoeven doen, en Pereiro zonder veel problemen in de sprint vloert. Armstrong zelf kan een paar aanvallen op zijn positie afslaan en weet uiteindelijk al zijn concurrenten van zich af te slaan, op Ivan Basso na, die zo de tweede positie in het klassement van Michael Rasmussen overneemt.
| Rituitslag Lézat-sur-Lèze - Saint-Lary-Soulan (205,5 km) |                   |           |
| Plaats                                                   | Naam              | Tijd      |
| Winnaar                                                  | George Hincapie   | 5u 43'43" |
| 2                                                        | Óscar Pereiro     | +0'06"    |
| 3                                                        | Pietro Caucchioli | +0'38"    |
|                                                          |                   |           |
| 4                                                        | Michael Boogerd   | +0'57"    |
| 53                                                       | Mario Aerts       | +36'09"   |

| Algemeen Klassement |                   |            |
| Plaats              | Naam              | Tijd       |
| Gele trui           | Lance Armstrong   | 62u 09'59" |
| 2                   | Ivan Basso        | +2'46"     |
| 3                   | Michael Rasmussen | +3'09"     |
|                     |                   |            |
| 23                  | Michael Boogerd   | +28'47"    |
| 46                  | Axel Merckx       | +1u 24'20" |

### Zestiende etappe
Al vroeg in de etappe ontstaat een kopgroep van elf man, met onder anderen Gilbert, Vasseur, Zandio en Cadel Evans, elfde in het klassement. De aanwezigheid van die laatste zorgt ervoor dat er achter de groep nu wel gereden wordt, maar Evans komt wel met een ruime voorsprong alleen over de Col d'Aubisque, de laatste zware berg in deze Ronde. In de afdaling zijn het de uit het peloton ontsnapte Óscar Pereiro en Eddy Mazzoleni, samen met Xabier Zandio uit de oorspronkelijke kopgroep die samenkomen. Omdat vooral Evans graag voor het klassement wil rijden komen noch de acht achtervolgers, noch het eerste peloton (met daarin alle overige klassementsrenners) in de lange min of meer vlakke laatste 50 kilometer naar Pau veel dichterbij. Terwijl Evans vier plaatsen in het klassement wint is Pereiro de snelste in de groepssprint en neemt zo revanche voor zijn tweede plaats, twee dagen eerder.
| Rituitslag Mourenx - Pau (180,5 km) |                  |           |
| Plaats                              | Naam             | Tijd      |
| Winnaar                             | Óscar Pereiro    | 4u 38'04" |
| 2                                   | Xabier Zandio    | z.t.      |
| 3                                   | Eddy Mazzoleni   | z.t.      |
|                                     |                  |           |
| 5                                   | Philippe Gilbert | +2'25"    |
| 31                                  | Michael Boogerd  | +3'24"    |

| Algemeen Klassement |                   |            |
| Plaats              | Naam              | Tijd       |
| Gele trui           | Lance Armstrong   | 66u 52'03" |
| 2                   | Ivan Basso        | +2'46"     |
| 3                   | Michael Rasmussen | +3'09"     |
|                     |                   |            |
| 23                  | Michael Boogerd   | +28'47"    |
| 43                  | Axel Merckx       | +1u 24'20" |

### Zeventiende etappe
Het peloton neemt een snipperdag en 17 renners lopen meer dan 20 minuten uit. Op vijftig kilometer voor de finish begint Dekker met demarreren, maar wordt snel teruggepakt. Hierdoor wordt echter wel de kopgroep gesplitst: acht renners (zonder Dekker) scheiden zich af. Bij een col van de derde categorie, op 10 kilometer van de finish, ontploft de kopgroep. Hinault en Savoldelli ontsnappen en Arvesen en Gerrans sluiten aan. Uiteindelijk wint Savoldelli in de sprint nipt van Arvesen en bezorgt zo Discovery Channel een derde zege in deze Tour. In het peloton valt Ullrich nog aan op de laatste klim, maar de belangrijkste klassementsrenners bleven bij elkaar. Alleen Vinokoerov weet een sprong te maken naar de zevende plaats door Evans en Landis voorbij te gaan.
| Rituitslag Pau - Revel (239,5 km) |                   |           |
| Plaats                            | Naam              | Tijd      |
| Winnaar                           | Paolo Savoldelli  | 5u 41'19" |
| 2                                 | Kurt-Asle Arvesen | z.t.      |
| 3                                 | Simon Gerrans     | +0'08"    |
|                                   |                   |           |
| 7                                 | Bram Tankink      | +0'51"    |
| 47                                | Philippe Gilbert  | +23'27"   |

| Algemeen Klassement |                   |            |
| Plaats              | Naam              | Tijd       |
| Gele trui           | Lance Armstrong   | 72u 55'50" |
| 2                   | Ivan Basso        | +2'46"     |
| 3                   | Michael Rasmussen | +3'09"     |
|                     |                   |            |
| 23                  | Michael Boogerd   | +29'48"    |
| 43                  | Axel Merckx       | +1u 25'21" |

### Achttiende etappe
Het venijn van deze etappe ligt in de staart met een col van de derde en een van de tweede categorie vlak voor de finish. Na 25 kilometer weet een groep van tien renners te ontsnappen. op de laatste col blijven uiteindelijk alleen Merckx, Vasseur en Serrano over. Merckx demarreert twee keer in de hoop te winnen op deze nationale feestdag voor België, maar wordt ook twee keer teruggepakt. Even later demarreert Serrano en omdat Vasseur weigert mee te werken om hem terug te halen, kan hij de overwinning solo pakken. Het peloton valt tien minuten later op dezelfde slotberg volledig uiteen na enkele aanvallen van Basso. Rasmussen verliest hierbij dure seconden, met het oog op de tijdrit van zaterdag.
| Rituitslag Albi - Mende (189 km) |                 |           |
| Plaats                           | Naam            | Tijd      |
| Winnaar                          | Marcos Serrano  | 4u 37'36" |
| 2                                | Cédric Vasseur  | +0'27"    |
| 3                                | Axel Merckx     | z.t.      |
|                                  |                 |           |
| 33                               | Michael Boogerd | +13'15"   |

| Algemeen Klassement |                   |            |
| Plaats              | Naam              | Tijd       |
| Gele trui           | Lance Armstrong   | 77u 44'44" |
| 2                   | Ivan Basso        | +2'46"     |
| 3                   | Michael Rasmussen | +3'46"     |
|                     |                   |            |
| 23                  | Michael Boogerd   | +31'45"    |
| 39                  | Axel Merckx       | +1u 14'22" |

### Negentiende etappe
Vanaf kilometer 1 in deze kortste rit in lijn wordt er volop gedemarreerd. Na tal van mislukte pogingen ontstaat er een kopgroep van vier man, bestaande uit Pereiro, Casar, Pellizotti en Guerini. Achter hen proberen tien renners de aansluiting te vinden, maar een slechte samenwerking verhindert dat. De maximale voorsprong van de kopgroep bedraagt negen minuten en het peloton, onder aanvoering van Davitamon - Lotto weet dat niet volledig in te lopen. Met een versnelling op iets meer dan één kilometer voor de finish pakt Guerini uiteindelijk de ritzege.
| Rituitslag Issoire - Le Puy-en-Velay (153,5 km) |                   |           |
| Plaats                                          | Naam              | Tijd      |
| Winnaar                                         | Giuseppe Guerini  | 3u 33'04" |
| 2                                               | Sandy Casar       | +0'10"    |
| 3                                               | Franco Pellizotti | z.t.      |
|                                                 |                   |           |
| 10                                              | Pieter Weening    | +3'50"    |
| 46                                              | Christophe Brandt | +4'31"    |

| Algemeen Klassement |                   |            |
| Plaats              | Naam              | Tijd       |
| Gele trui           | Lance Armstrong   | 81u 22'19" |
| 2                   | Ivan Basso        | +2'46"     |
| 3                   | Michael Rasmussen | +3'46"     |
|                     |                   |            |
| 23                  | Michael Boogerd   | +31'45"    |
| 39                  | Axel Merckx       | +1u 14'22" |

### Twintigste etappe

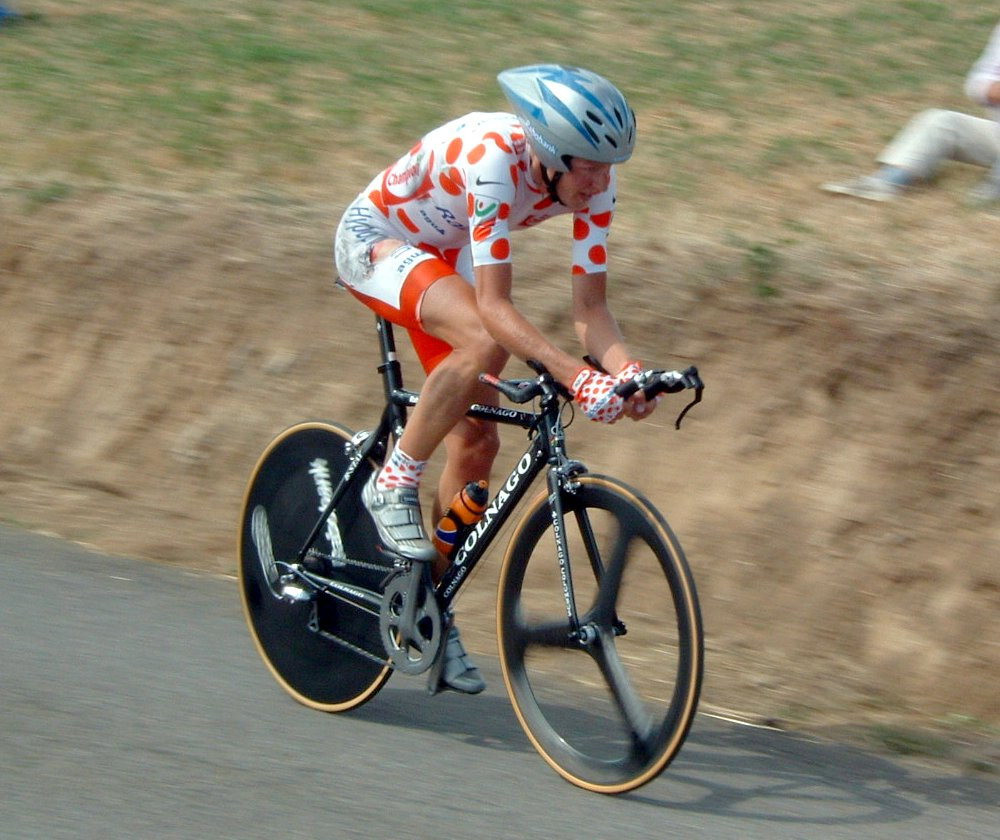
Rasmussen met sporen van zijn valpartij

Armstrong wint eindelijk zijn etappe in de Tour. Bij de eerste tijdmeting is klimmer Basso nog verrassend de snelste, maar deze blaast zichzelf later op, zonder dat zijn tweede plaats in het klassement in gevaar komt. Ullrich rijdt een sterke tijdrit, maar komt uiteindelijk net te kort voor de etappezege. Grote verliezer van de dag is Rasmussen. De drager van de bolletjestrui valt tweemaal, mist enkele bochten, wisselt diverse malen van wiel en fiets en komt gedesillusioneerd over de finish. Hij moet zijn derde plaats afstaan aan Ullrich en zakt naar de zevende plaats.
| Rituitslag Saint-Étienne - Saint-Étienne (55,5 km tijdrit) |                      |           |
| Plaats                                                     | Naam                 | Tijd      |
| Winnaar                                                    | Lance Armstrong      | 1u 11'46" |
| 2                                                          | Jan Ullrich          | +0'23"    |
| 3                                                          | Aleksandr Vinokoerov | +1'16"    |
|                                                            |                      |           |
| 29                                                         | Joost Posthuma       | +5'13"    |
| 46                                                         | Axel Merckx          | +5'53"    |

| Algemeen Klassement |                 |            |
| Plaats              | Naam            | Tijd       |
| Gele trui           | Lance Armstrong | 82u 34'05" |
| 2                   | Ivan Basso      | +4'40"     |
| 3                   | Jan Ullrich     | +6'21"     |
|                     |                 |            |
| 24                  | Michael Boogerd | +38'29"    |
| 39                  | Axel Merckx     | +1u 20'15" |

### Eenentwintigste etappe
Na de gebruikelijke champagne was aan het begin van de etappe een gemoedelijke sfeer te merken. Er werd gegrapt en gegrold. Het regende tijdens de eerste 100 km. Nadat het peloton Parijs was binnen gereden, besloot de directie van de Ronde van Frankrijk, vanwege de regen, de 1e passage op de Champs-Elysées als klassement te beschouwen. Lance Armstrong wist dus toen al dat hij verzekerd was van de 7e Tour-overwinning. De strijd om het groen ging tussen Thor Hushovd, Robbie McEwen en Stuart O'Grady. Maar de massasprint bleef uit, want Aleksandr Vinokoerov wist op indrukwekkende wijze uit handen van het peloton te blijven. Uiteindelijk bleef het groen in handen van Hushovd en eindigde voor Lance Armstrong voorlopig zijn wielercarrière.
| Rituitslag Corbeil-Essonnes - Parijs-Champs-Elysées (144 km) |                      |           |
| Plaats                                                       | Naam                 | Tijd      |
| Winnaar                                                      | Aleksandr Vinokoerov | 3u 40'57" |
| 2                                                            | Bradley McGee        | z.t.      |
| 3                                                            | Fabian Cancellara    | z.t.      |
|                                                              |                      |           |
| 27                                                           | Karsten Kroon        | z.t.      |
| 46                                                           | Axel Merckx          | z.t.      |

| Algemeen Klassement |                 |            |
| Plaats              | Naam            | Tijd       |
| Gele trui           | Lance Armstrong | 86u 15'02" |
| 2                   | Ivan Basso      | +4'40"     |
| 3                   | Jan Ullrich     | +6'21"     |
|                     |                 |            |
| 24                  | Michael Boogerd | +38'29"    |
| 39                  | Axel Merckx     | +1u 20'15" |

## Eindklassementen

### Algemeen klassement
| rang | renner               | land             | ploeg                          | tijd       |
| ---- | -------------------- | ---------------- | ------------------------------ | ---------- |
|      | Lance Armstrong      | Verenigde Staten | Discovery Channel              | 86u 15'02" |
| 2    | Ivan Basso           | Italië           | Team CSC                       | + 4'40"    |
| 3    | Jan Ullrich          | Duitsland        | T-Mobile Team                  | + 6'21"    |
| 3    | Francisco Mancebo    | Spanje           | Illes Balears-Caisse d'Epargne | + 9'59"    |
| 4    | Aleksandr Vinokoerov | Kazachstan       | T-Mobile Team                  | + 11'01"   |
| 5    | Levi Leipheimer      | Verenigde Staten | Team Gerolsteiner              | + 11'21"   |
| 5    | Michael Rasmussen    | Denemarken       | Rabobank                       | + 11'33"   |
| 6    | Cadel Evans          | Australië        | Davitamon-Lotto                | + 11'55"   |
| 7    | Floyd Landis         | Verenigde Staten | Phonak                         | + 12'44"   |
| 8    | Óscar Pereiro        | Spanje           | Phonak                         | + 16'04"   |
| 9    | Christophe Moreau    | Frankrijk        | Crédit Agricole                | + 16'26"   |
| 10   | Jaroslav Popovytsj   | Oekraïne         | Discovery Channel              | + 19'02"   |

Rode lantaarn:
| 139 | Iker Flores | Spanje | Euskaltel-Euskadi | + 5 20' 24 |

### Nevenklassementen
| Puntenklassement |                |        |
| Plaats           | Naam           | punten |
| Groene trui      | Thor Hushovd   | 194    |
| 2                | Stuart O'Grady | 182    |
| 3                | Robbie McEwen  | 178    |

| Bergklassement              |                   |        |
| Plaats                      | Naam              | punten |
| Bolletjestrui (wit op rood) | Michael Rasmussen | 185    |
| 2                           | Óscar Pereiro     | 155    |
| 3                           | Lance Armstrong   | 90     |

| Jongerenklassement |                    |           |
| Plaats             | Naam               | tijd      |
| Witte trui         | Jaroslav Popovytsj | 86u34'04" |
| 2                  | Andrej Kasjetsjkin | +9'02"    |
| 3                  | Alberto Contador   | +44'23"   |

| Ploegenklassement |                   |            |
| Plaats            | Ploeg             | Tijd       |
| 1                 | T-Mobile Team     | 256u10'92" |
| 2                 | Discovery Channel | +14'57"    |
| 3                 | Team CSC          | +25'15"    |